# 旺鎮區 (明尼蘇達州倫維爾縣)
旺鎮區（英語：Wang Township）是位於美國明尼蘇達州倫維爾縣的一個行政鎮區。

## 地方資料
旺鎮區的面積為93.81平方千米，皆為陸地。根據2020年美國人口普查的數據，當地共有人口246人，而人口密度為每平方千米2.62人。